# 杜根 (加利福尼亞州)
杜根（英語：Dugan）是位於美國加利福尼亞州埃爾多拉多縣的一個非建制地區。該地的面積和人口皆未知。

## 地理
杜根的座標為38°36′16″N 120°57′32″W / 38.60444°N 120.95889°W，而該地的平均海拔高度為346米（即1135英尺）。